# Zapust, Lokaci
Zapust (în ucraineană Запуст) este un sat în comuna Oziutîci din raionul Lokaci, regiunea Volînia, Ucraina.

## Demografie
Componența lingvistică a localității Zapust
     Ucraineană (100%)
Conform recensământului din 2001, toată populația localității Zapust era vorbitoare de ucraineană (100%).